# Vinyla 2016
Vinyla 2016 je šestý ročník hudebních cen Vinyla. 

## Ceny a nominace

### Album roku
- dné – These Semi Feelings, They Are Everywhere
- Midi Lidi – Give Masterpiece a Chance!
- Sister / Body – Spells
- Tomáš Palucha – Guru

### Objev roku
- Orient
- Zagami Jericho プリンセスグリッチ
- Ghettoblaster

### Počin roku
- festival Itch My Ha Ha Ha
- OPAK DISSU LABEL
- kompilace Ultimate Nothing – Oldřich Janota